# West Milford, New Jersey
West Milford är en kommun (township) i Passaic County i New Jersey. Vid 2010 års folkräkning hade West Milford 25 850 invånare.